# Krążowniki lekkie typu FK
Krążowniki lekkie typu FK – seria jednostek określanych jako „krążowniki floty” (Flottenkreuzer), projektowana przez niemiecką cesarską marynarkę wojenną w czasie I wojny światowej jako następca krążowników typu Cöln zamówionych w 1915 roku. Początkowo projektowano je jako jednostki szybsze (co miało być przydatne w ramach misji zwiadowczych) kosztem uzbrojenia w stosunku do poprzedniego typu, jednak w ostatnich wersjach projektów uzbrojenie było takie jak na poprzednikach. Zespół projektowy stworzył pięć różnych wariantów: FK 1, FK 1a, FK 2, FK 3 i FK 4. Propozycje wahały się od jednostek o wyporności od 3000 do 7500 ton metrycznych, uzbrojonych w artylerię główną złożoną z od pięciu do ośmiu dział kal. 15 cm. Każdy kolejny projekt był większy od poprzedniego, zwiększano także uzbrojenie i moc napędu. Żaden z projektów nie wszedł do budowy, ponieważ w ostatnich latach I wojny światowej niemiecka marynarka wojenna zmieniła priorytety na budowę okrętów podwodnych.

## FK 1 i FK 1a
W czasie I wojny światowej do 1916 roku zostało utraconych trzynaście niemieckich krążowników lekkich. By je zastąpić, Kaiserliche Marine zamówiła dziesięć nowych krążowników należących do typu Cöln. Kolejny projekt, pod prowizoryczną nazwą FK 1, lub Flottenkreuzer (krążownik floty), został przygotowany w 1916 roku. Projekt, który przedkładał rolę zwiadowczą i wysoką prędkość ponad siłę bojową, na rozkaz cesarza Wilhelma II, był wzorowany na brytyjskich krążownikach typu C. Zmodyfikowany projekt, noszący nazwę FK 1a, był trochę powiększoną wariacją poprzedniego.
FK 1 miał długość 128 m na linii wodnej i 130 m całkowitą. Projekt opisywał jednostkę o szerokości 11,6 m, na dziobie zanurzenie miało wynosić 4,9 m, na rufie 4,1 m. Okręt miał mieć podwójne dno na około 52% długości kadłuba oraz piętnaście przedziałów wodoszczelnych. Według projektu okręt miał mieć wyporność normalną wynoszącą 3000 ton metrycznych, zaś pełna (bojowa) miała liczyć 3500 ton. Modyfikacja FK 1a miała być trochę większa: na linii wodnej miała mieć 131 m, całkowita długość miała wynosić 136 m. Zmodyfikowany projekt miał szerokość 12,4 m, zanurzenie 4,6 m. Kadłub miał być skonstruowany według planów FK 1, z taką samą liczbą przedziałów wodoszczelnych. Według projektu wyporność normalna miała wynosić 4023 tony, pełna bojowa miała wynosić 4850 ton.
Oba projekty miały być napędzane dwoma zespołami turbin parowych typu Marine, z których każdy napędzał trójłopatową śrubę o średnicy 3,5 m. FK 1 miał być wyposażony w pięć opalanych paliwem płynnym kotłów typu Marine, podczas gdy FK 1a miał mieć ich ulepszoną wersję. Napęd FK 1 miał mieć moc 48 000 shp, co miało pozwalać na osiągnięcie prędkości 32 węzłów. Ulepszone turbiny na FK 1a miały mieć moc 52 000 shp, co miało dawać 33 węzły. Projekt zakładał, że okręty będą miały zapas odpowiednio 1000 i 1150 ton paliwa płynnego, co dawało zasięg 2800 mil morskich przy prędkości 17 węzłów. Oba projekty miały być wyposażone w trzy generatory dieslowskie, które miały moc 300 kW przy napięciu 220 woltów. Sterowanie odbywało się za pomocą jednego steru.
Uzbrojenie w przypadku obu projektów składało się z pięciu dział kalibru 15 cm L/45 na pojedynczych podstawach: jednej na dziobie, dwóch po bokach wieży dowodzenia, dwóch ostatnich w superpozycji na rufie na tylnej nadbudówce. Działa te mogły strzelać pociskami o wadze 45 kg z prędkością wylotową 835 m/s. Projekty FK 1 i FK 1a miały odpowiednio zapas 500 i 650 pocisków artylerii głównej. Działa miały donośność 17 600 m. Oba projekty zakładały uzbrojenie ich w parę dział przeciwlotniczych kal. 8,8 cm zamontowanych na śródokręciu. Przewidywano zapas pocisków po 100 na działo. Działa te strzelały pociskami o wadze 10 kg. Oba projekty miały być wyposażone w cztery wyrzutnie torped kal. 60 cm zamontowane na pokładzie w obrotowych wyrzutniach. Projekt FK 1a miał być także wyposażony w 100 min morskich. Oba projekty zakładały, że załogę będzie stanowiło 15 oficerów oraz 342 podoficerów i marynarzy.

## FK 2, FK 3 i FK 4
Prace nad projektami kontynuowano przez rok 1916. W miarę postępu prac projektantów rozmiar jednostek wzrastał, ponieważ marynarka dodawała kolejne wymagania. Wynikiem tych prac był projekt FK 2. Długość całkowitą zwiększono do 144 metrów, a na linii wodnej do 139 m. Szerokość wzrosła do 13 metrów, a zanurzenie do 5,5 m. Wyporność normalna wzrosła do 4500 ton, a bojowa do 5360 ton, co było wartością znacząco większą w stosunku do pierwotnego projektu. Projekt FK 2 był uzbrojony w pięć dział kal. 15 cm SK L/45 i dwa działa przeciwlotnicze 8,8 cm SK L/45. Miał być także uzbrojony w te same wyrzutnie torped kal. 60 cm jak na poprzednich projektach. Planowano także ten sam napęd, ale z zastosowaniem ulepszonych maszyn i dodatkowego kotła. Miało to pozwolić na osiągnięcie 60 000 shp przy prędkości 32 węzłów. Zasięg miał wynosić 2800 mil przy prędkości 17 węzłów.
Kolejna wersja, FK 3, zaowocowała jeszcze większym wzrostem rozmiarów. Wyporność normalna wzrosła do 6000 ton, a pełna do 6900 ton - co było podwojeniem rozmiarów pierwszego projektu FK. Długość miała wynosić 155 metrów na linii wodnej i 159 m całkowita, a szerokość 14,2 m. Uzbrojenie miało zostać zwiększone o dodatkowe dwa działa kal. 15 cm i jedno kal. 8,8 cm. Ponieważ rozmiary jednostki znacznie wzrosły, potrzebna była znacznie silniejsza maszynownia. Dodano trzeci zespół turbin, a liczba kotłów wzrosła do trzynastu. Pozwalało to na uzyskanie mocy 70 000 shp przy tych samych wartościach zasięgu i prędkości, jak w poprzednich projektach.
Ostatni projekt, FK 4, był jeszcze większy. Standardowa wyporność wynosiła 7500 ton, a bojowa wynosiła 8650 ton. Planowany krążownik miał mieć 170 m długości na linii wodnej, szerokość 15,4 m i zanurzenie 6 m. Ponownie zwiększono także uzbrojenie, dodając jedno działo kal. 15 cm. Napęd składał się z sześciu kotłów opalanych węglem i dziewięciu opalanych paliwem płynnym.
Żaden z projektów nie został wdrożony do fazy budowy, podobnie jak wiele projektów niemieckich okrętów z późniejszej fazy wojny (takie jak L 20 α i krążowniki liniowe typu Ersatz Yorck). Niemiecki przemysł stoczniowy znacznie ograniczył budowę jednostek nawodnych i skupił się w ostatnich latach wojny na budowaniu U-Bootów.